# Медвей (Мен)
Медвей (англ. Medway) — місто (англ. town) в США, в окрузі Пенобскот штату Мен. Населення — 1187 осіб (2020).

## Демографія
Згідно з переписом 2010 року, у місті мешкало 1349 осіб у 576 домогосподарствах у складі 400 родин. Було 658 помешкань
Расовий склад населення:
| - 98,8 % — білих - 0,4 % — корінних американців - 0,3 % — азіатів - 0,1 % — чорних або афроамериканців |

До двох чи більше рас належало 0,4 %. Частка іспаномовних становила 0,2 % від усіх жителів.
За віковим діапазоном населення розподілялося таким чином: 20,2 % — особи молодші 18 років, 62,8 % — особи у віці 18—64 років, 17,0 % — особи у віці 65 років та старші. Медіана віку мешканця становила 47,8 року. На 100 осіб жіночої статі у місті припадало 98,7 чоловіків;  на 100 жінок у віці від 18 років та старших — 98,2 чоловіків також старших 18 років.
Середній дохід на одне домашнє господарство  становив 51 027 доларів США (медіана — 39 773), а середній дохід на одну сім'ю — 57 565 доларів (медіана — 51 635). Медіана доходів становила 46 000 доларів для чоловіків та 26 250 доларів для жінок. За межею бідності перебувало 17,6 % осіб, у тому числі 40,6 % дітей у віці до 18 років та 1,6 % осіб у віці 65 років та старших.
Цивільне працевлаштоване населення становило 373 особи. Основні галузі зайнятості: освіта, охорона здоров'я та соціальна допомога — 30,6 %, будівництво — 18,5 %, транспорт — 10,5 %, виробництво — 9,4 %.